# Pregoreksja
Pregoreksja, anoreksja ciążowa – pojęcie z zakresu psychologii popularnej; wyróżniana przez niektórych odmiana anoreksji, występująca u kobiet w ciąży. Kobiety cierpiące na pregoreksję głodzą się, chcąc wyglądać atrakcyjnie podczas ciąży i jak najszybciej po porodzie. Pregoreksja nie jest uwzględniona w kryteriach ICD-10 (F50.0) ani DSM-IV (307.1); w przypadku spełnienia kryteriów anoreksji u ciężarnej rozpoznaje się anoreksję (jadłowstręt psychiczny) lub inne zaburzenia odżywiania.
Objawy są identyczne jak w przypadku anoreksji. Kobiety kontrolują wagę ciała, starając się ograniczyć konsekwencje bycia w ciąży na wygląd zewnętrzny. W tym celu spożywają dużo mniej pokarmu niż powinny lub intensywnie uprawiają sport. Istnieje ryzyko, że ilość spożywanego pokarmu nie pokryje zapotrzebowania na białka, witaminy i mikroelementy potrzebne dla dziecka do prawidłowego rozwoju oraz dla matki, aby przygotować się na poród, połóg i okres karmienia piersią. Także intensywne uprawianie sportu przez kobiety w ciąży, szczególnie podczas ostatniego trymestru, nie jest wskazane ze względu na możliwość pojawienia się m.in. zawrotów głowy i przyśpieszonego bicia serca.
Pregoreksja często dotyczy kobiet, których wygląd zewnętrzny jest związany z wykonywanym zawodem lub będących w centrum zainteresowania środków masowego przekazu, np. aktorek, modelek, kobiet udzielających się w polityce. Określenie to pojawiło się w mediach podczas doniesień prasowych o ciąży Nicole Kidman i Rachidy Dati. Pregorektyczkami nie zawsze zostają kobiety, które wcześniej były anorektyczkami. Anoreksja może rozwinąć się u kobiety dopiero po zajściu w ciążę, aczkolwiek kobiety, które wcześniej miały problemy z anoreksją są na nią bardziej narażone podczas ciąży, gdyż stres związany z zostaniem matką może prowadzić do nawrotu anoreksji. Najczęściej jednak zaburzone odżywianie występowało u danej kobiety już wcześniej, a ponieważ objawy anoreksji nie znikają po zajściu w ciążę, to dochodzi do pregoreksji.
Pierwsze przypadki pregoreksji zanotowano w Stanach Zjednoczonych, jednak obecnie obserwuje się je również w Wielkiej Brytanii i Nowej Zelandii.
Nazwa pochodzi od połączenia dwóch angielskich słów: pregnancy – ciąża oraz anorexia – anoreksja. Nie wiadomo, kto wymyślił ten termin. Pregoreksja nie jest (jeszcze) oficjalnie uznanym terminem medycznym. Kobieta z tego typu zaburzeniami zostałaby zakwalifikowana przez lekarza do grupy pacjentów z zaburzeniami odżywiania.
Możliwe niekorzystne następstwa pregoreksji dla zdrowia przyszłej matki obejmują
- niedokrwistość
- nadciśnienie tętnicze
- depresję poporodową
- krwawienia z dróg rodnych[7]
- konieczność wykonania cięcia cesarskiego
- konieczność hospitalizacji i odżywiania pozajelitowego
- problemy z karmieniem piersią

Stosowane przez kobietę w ciąży leki na odchudzanie lub zmniejszenie apetytu (diuretyki, środki przeczyszczające i inne) mogą wywierać działanie teratogenne lub embriotoksyczne na rozwijający się zarodek lub płód.
Możliwe negatywne następstwa pregoreksji dla zdrowia przyszłego dziecka (także efekty długoterminowe) obejmują
- większe ryzyko poronienia
- poród przedwczesny
- wyższy współczynnik umieralności niemowląt
- niską wagę urodzeniową noworodka
- niskie wyniki w skali APGAR
- deformacje
- mniejszy obwód głowy
- problemy z oddychaniem
- opóźniony rozwój
- zaburzone łaknienie
- depresję
- trudności w prawidłowym wzroście
- nieprawidłowości w procesach poznawczych, zmysłowych i fizycznych